# Norton Simon Museum
Muzeum Nortona Simona (Norton Simon Museum je muzeum umění v Pasadeně, na jednom z předměstí Los Angeles. Muzeum, založené v roce 1969, bylo původně nazýváno Pasadena Art Institute nebo Pasadena Art Museum. V muzeu je vystavena sbírku obrazů a soch amerického průmyslníka a filantropa Nortona Simona (1907-1993).

## Historie
Pasadenské Muzeum umění bylo založeno obecními úřady v roce 1969. Ambiciózní plán výstavby a výstavba nové budovy však způsobily značné finanční problémy, které ohrožovaly existenci instituce.
Do té doby, milionář Norton Simon neměl příliš velký počet děl, ale přesto vlastnil jednu z nejcennějších soukromých sbírek uměleckých děl na světě (asi 4000 exponátů). Na počátku 70. let začal Simon hledat místo pro výstavu. V roce 1974 došlo mezi Pasadenským muzeem a Simonem k dohodě, podle které Simon zaplatil dluhy muzea a stal se zodpovědným za muzejní sbírku a stavební projekty. Výměnou za to nese muzeum jeho jméno.
V roce 1995 muzeum zahájilo zásadní revizi. Došlo ke změně galerií, zlepšení osvětlení, zvětšení plochy pro dočasné výstavy. Samostatné patro bylo věnováno umění Asie. Zahrady muzea byly upraveny tak, aby zahrnovaly sbírku soch 20. století. Kromě toho bylo vybudováno nové „Divadlo Nortona Simona“ určené pro taneční vystoupení, filmy, přednášky nebo koncerty.

## Vybraná díla

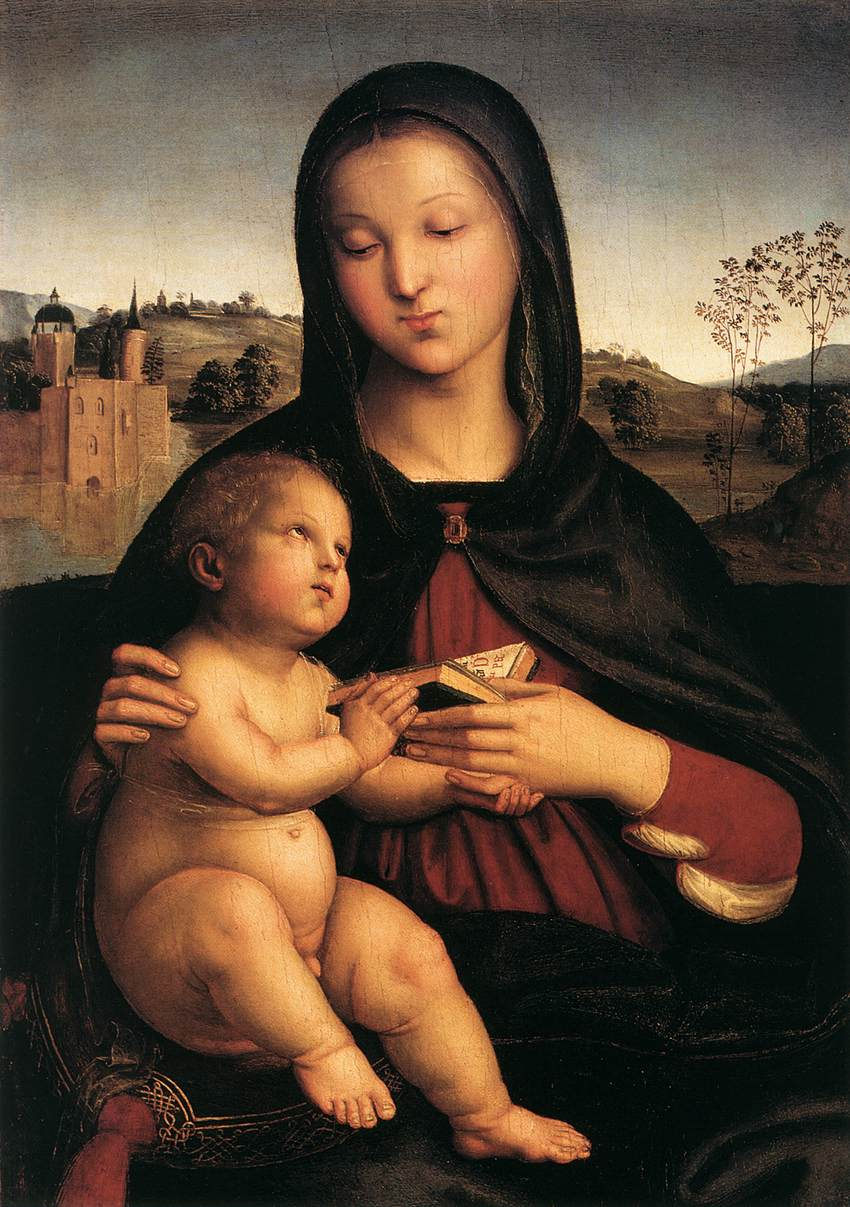
Rafael: Pasadenská Madonna, 1503
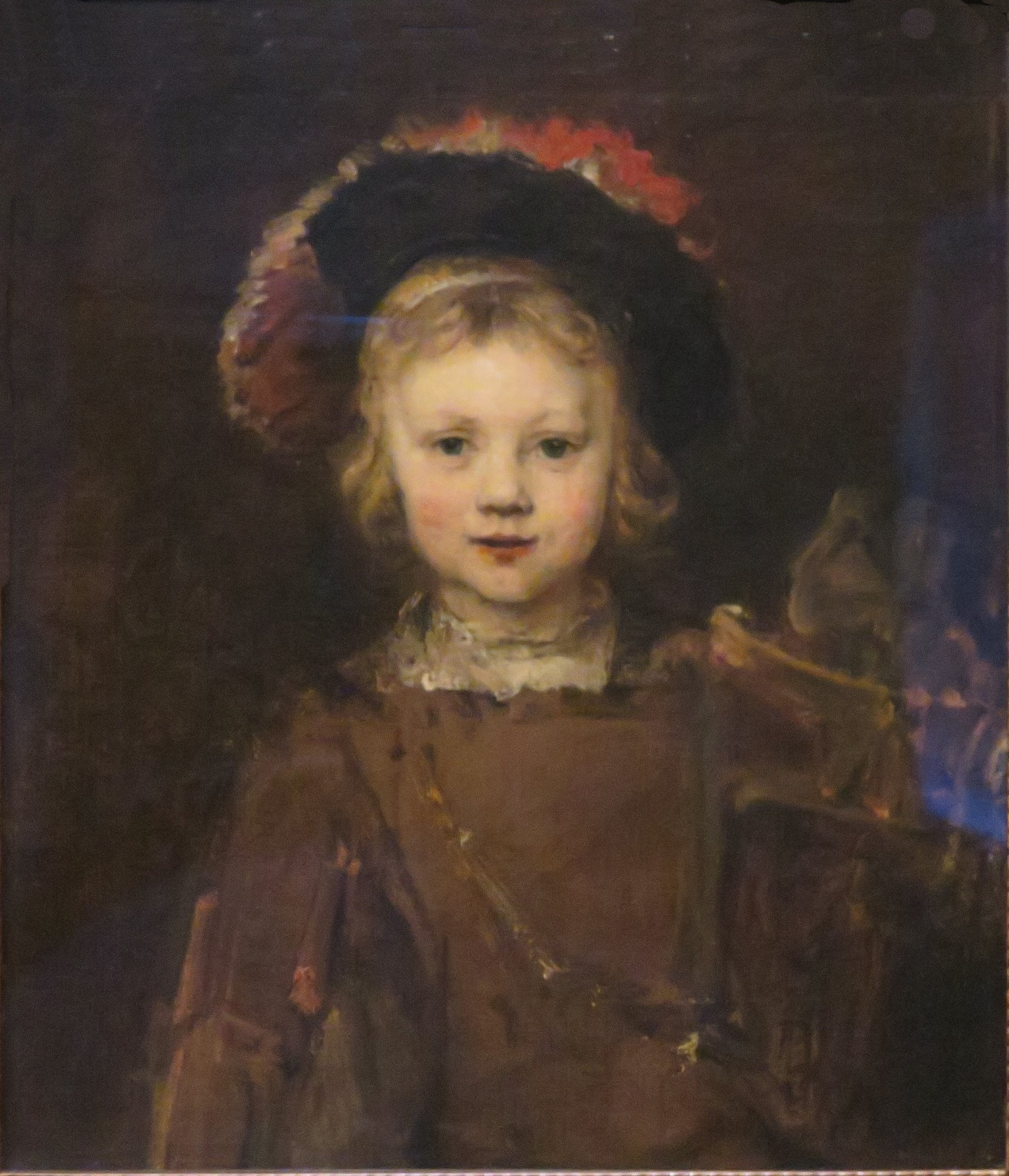
Rembrandt: Portrét chlapce, 1655
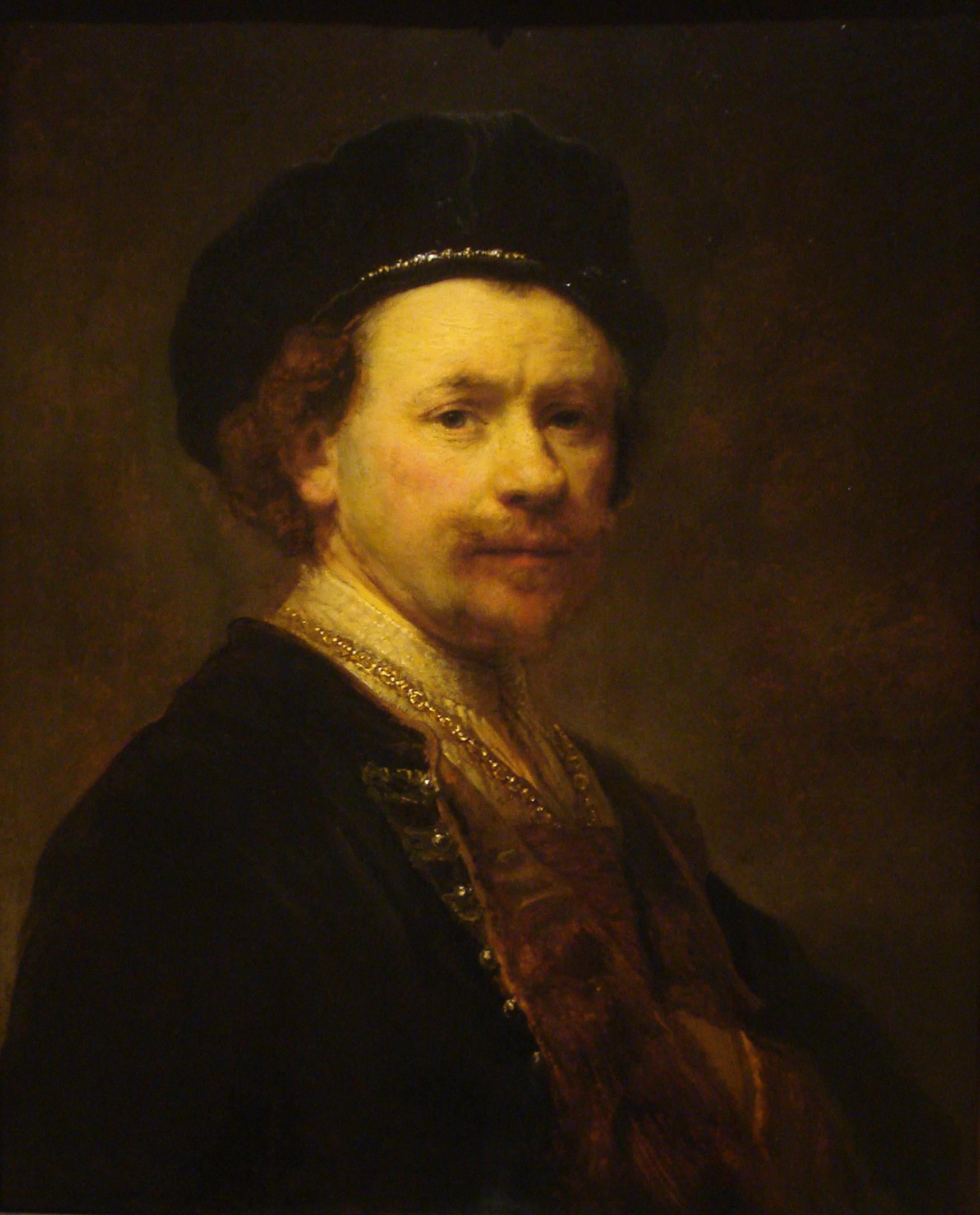
Rembrandt: Autoportrét, 1636-38
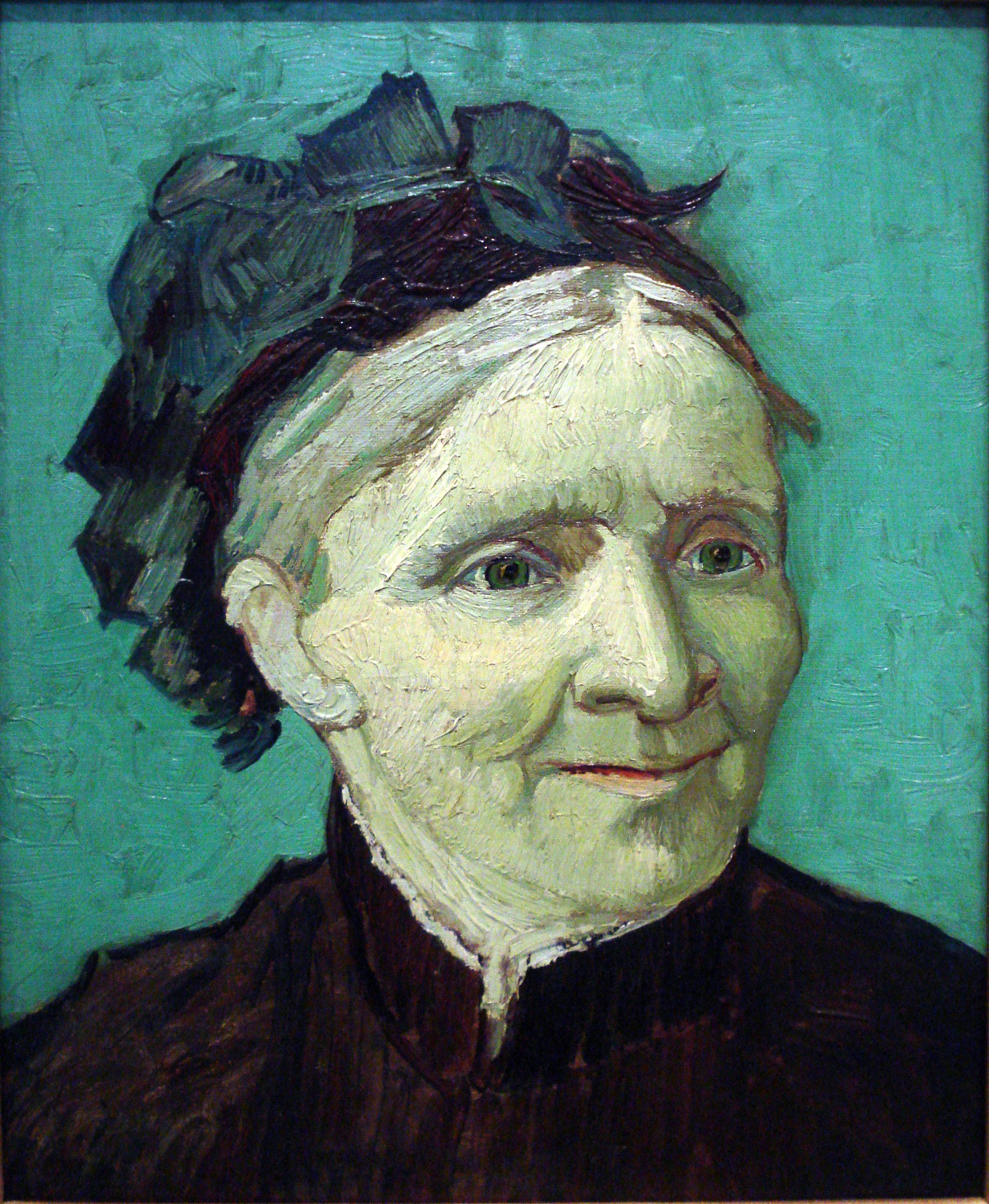
Van Gogh: Portrét matky, 1888
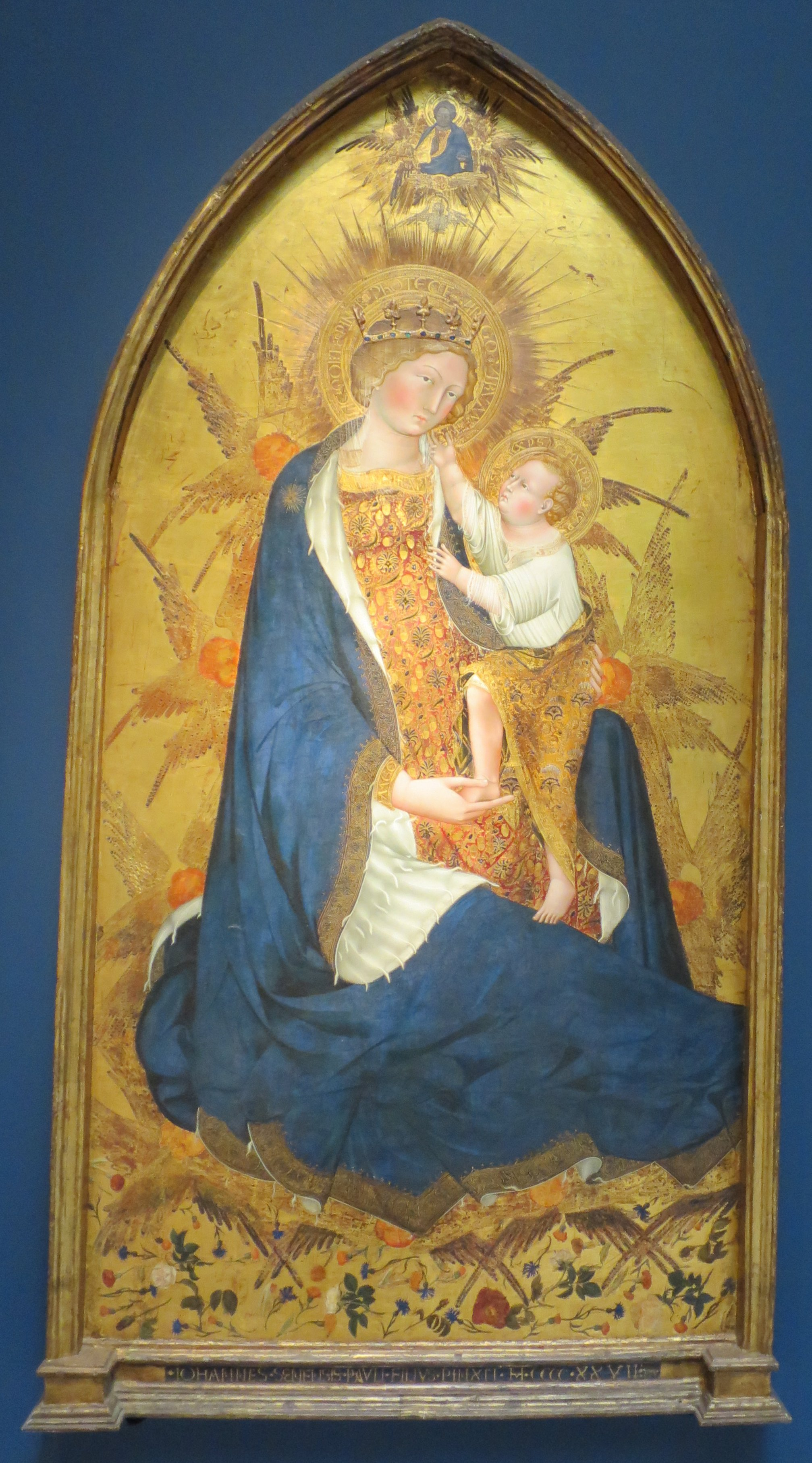
Giovanni di Paolo, Branchini Madonna, 1427
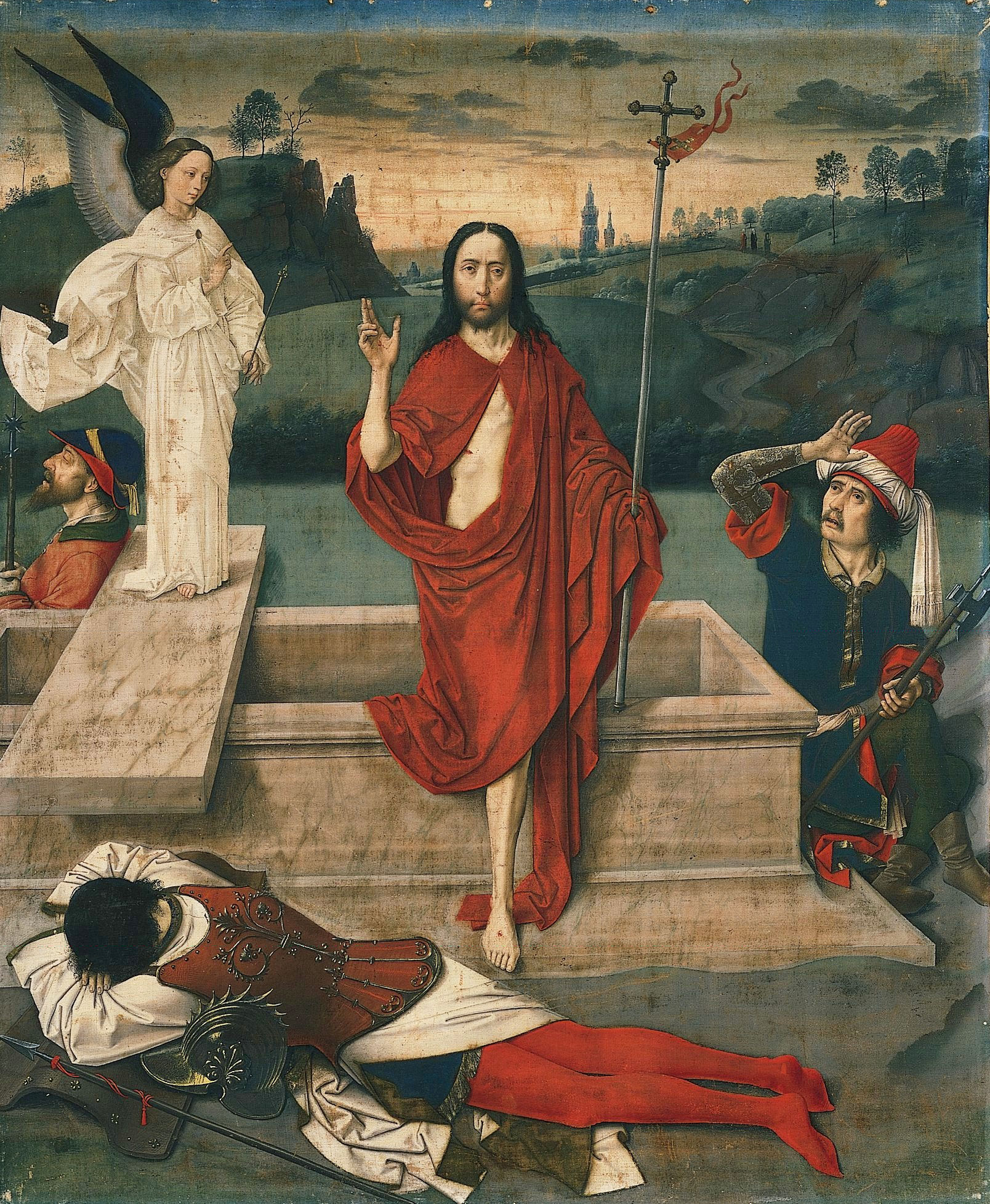
Dieric Bouts, Resurrection, 1455
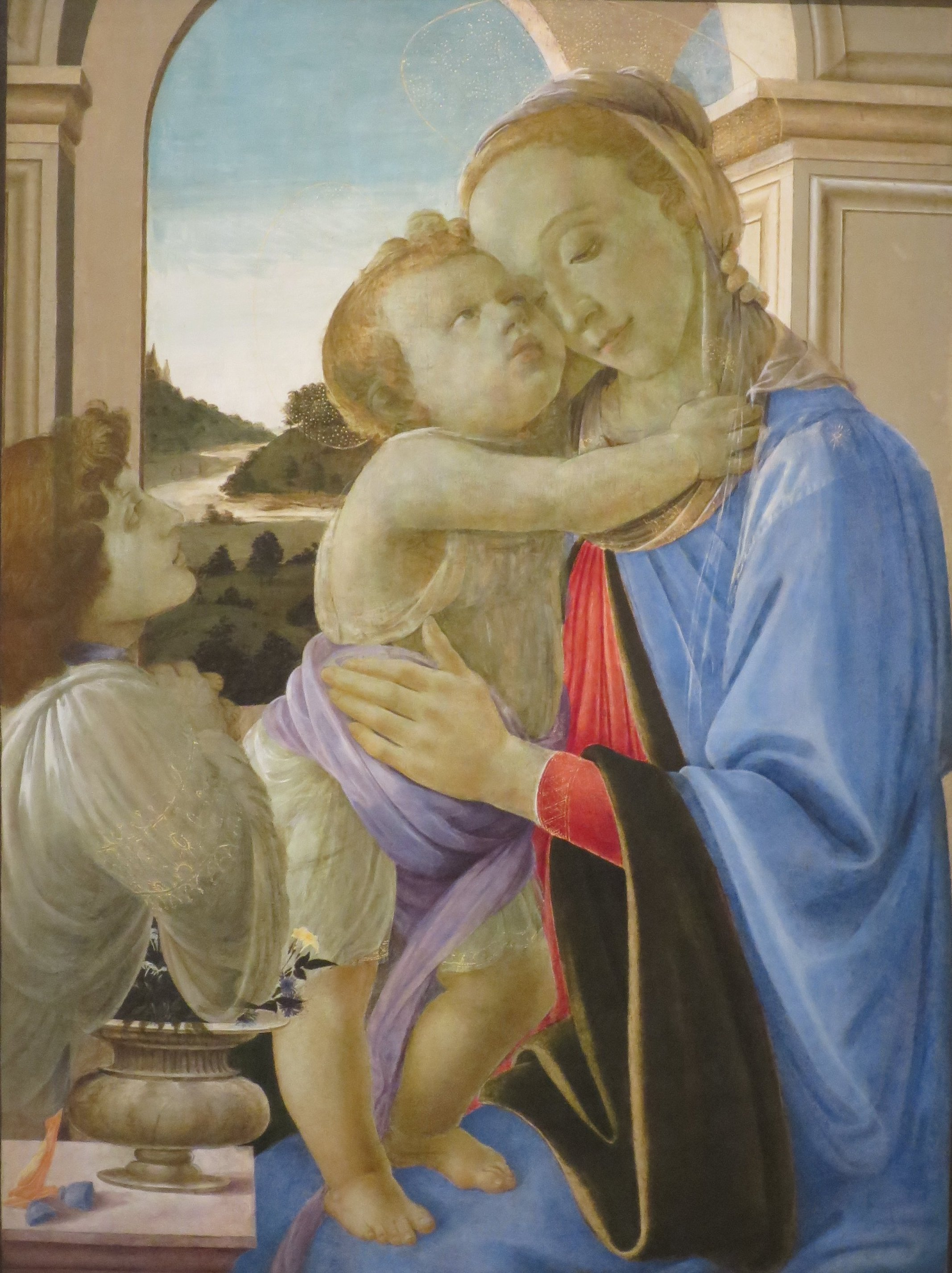
Sandro Botticelli, Madonna and Child with Adoring Angel, 1468
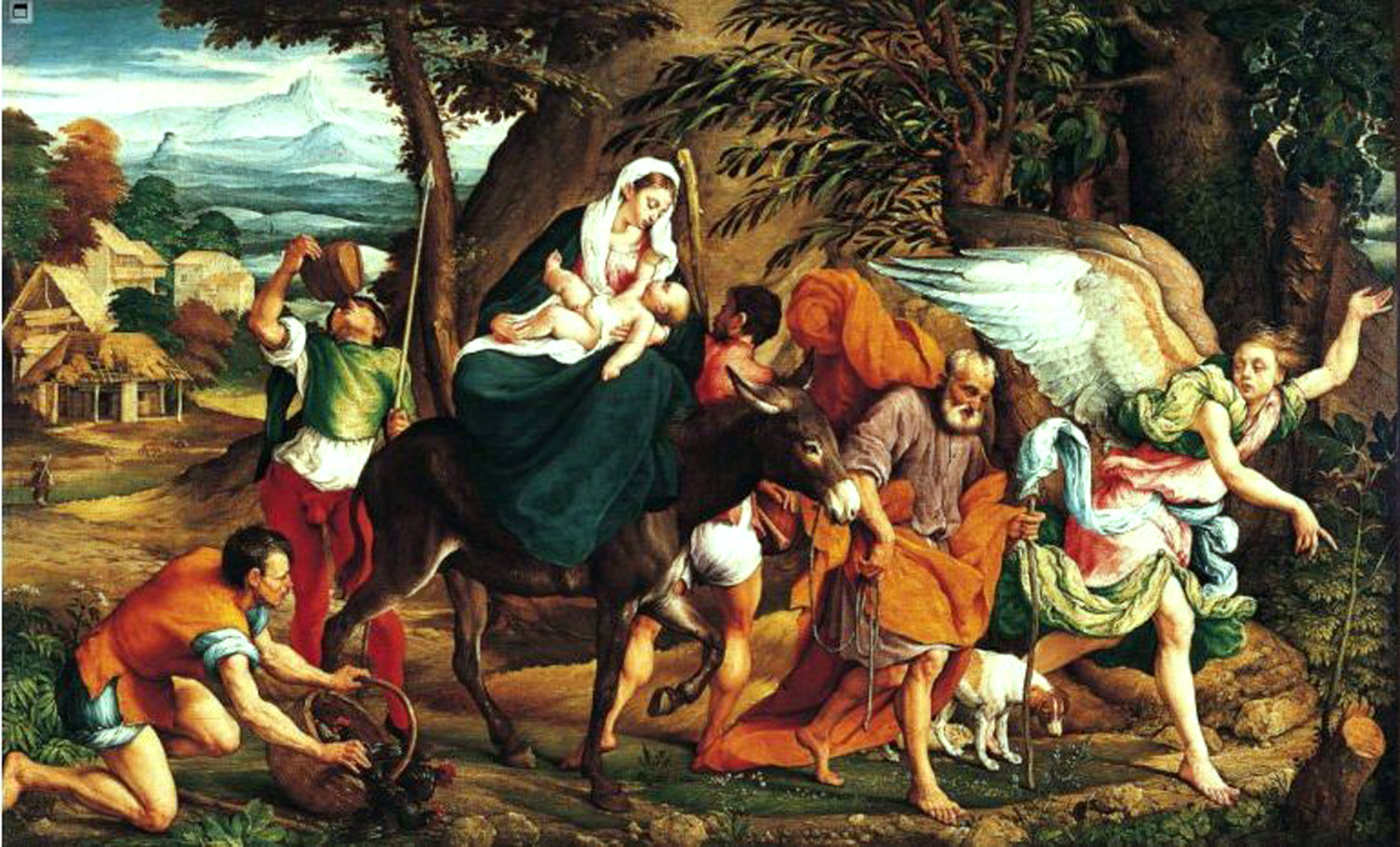
Jacopo Bassano, Flight Into Egypt, 1545
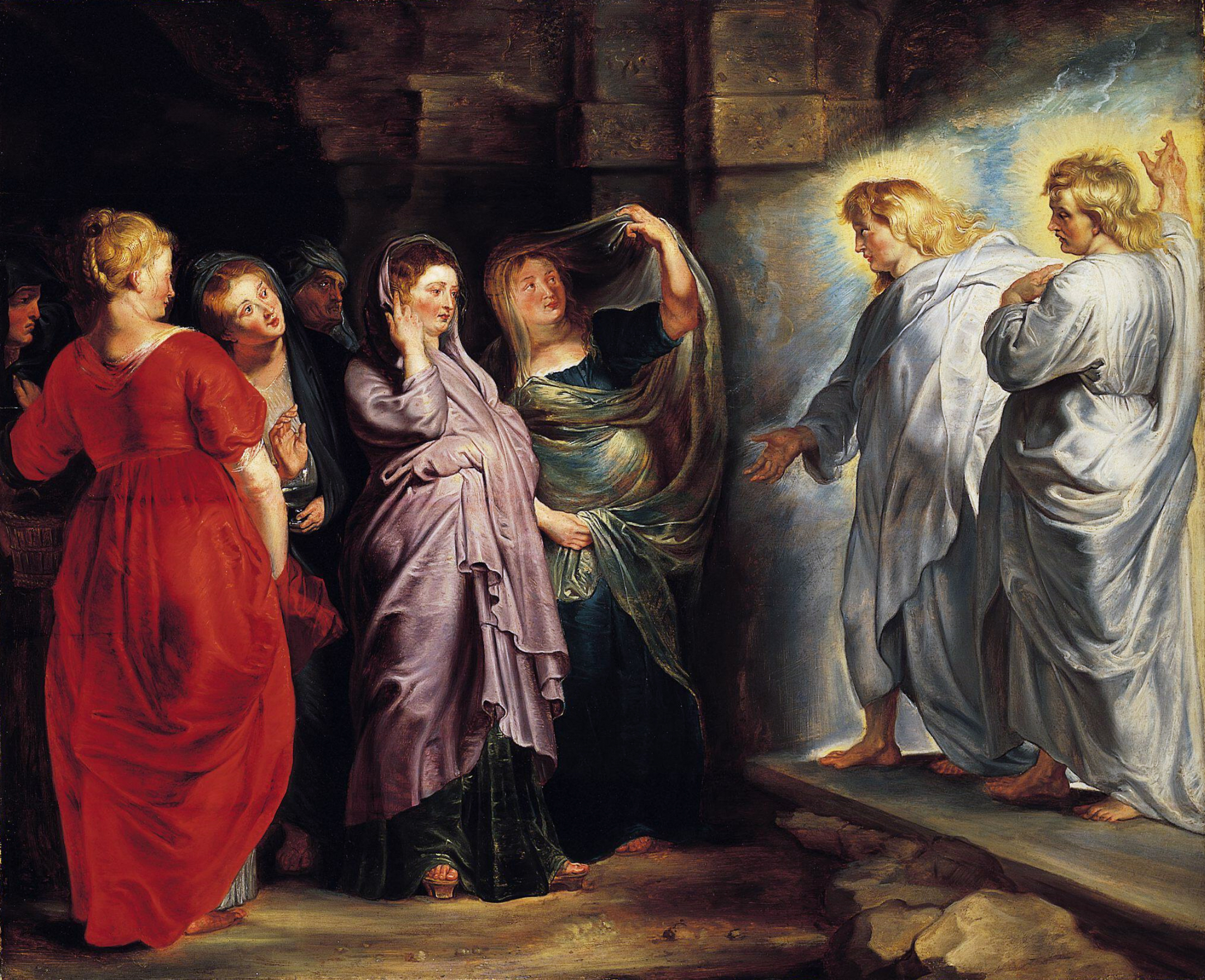
Peter Paul Rubens, The Holy Women at the Sepulchre, 1611
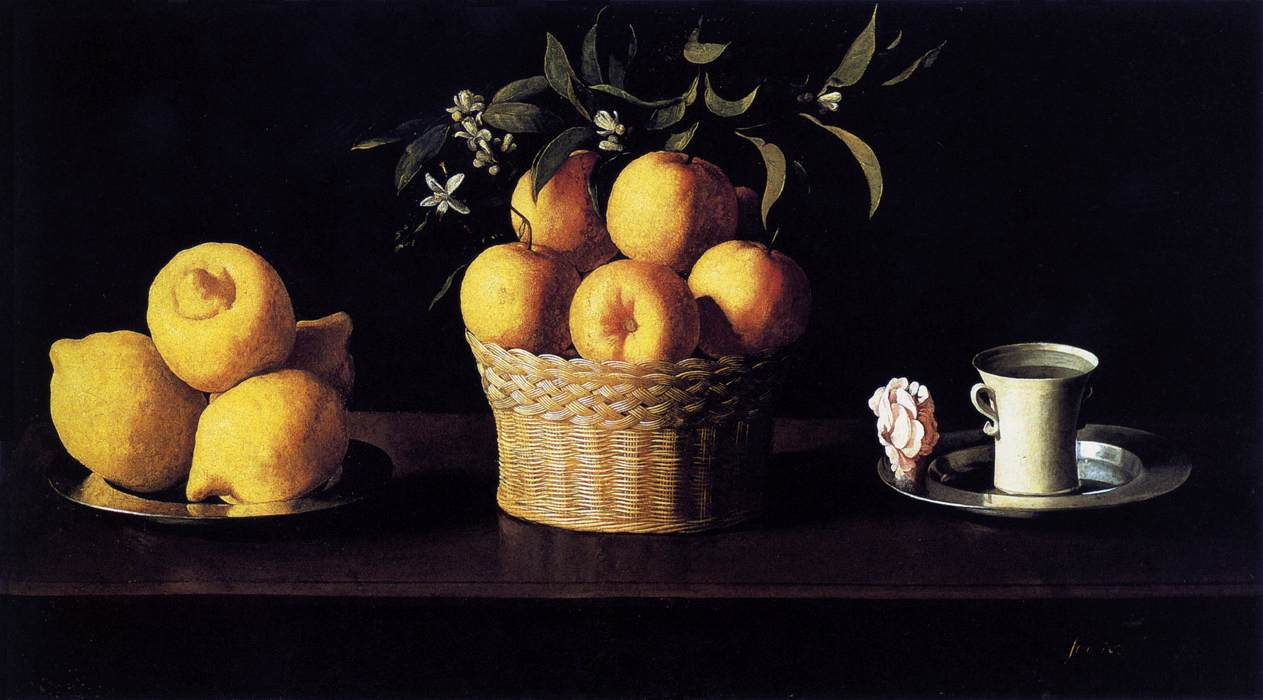
Francisco de Zurbarán, Still Life with Lemons, Oranges and a Rose, 1633
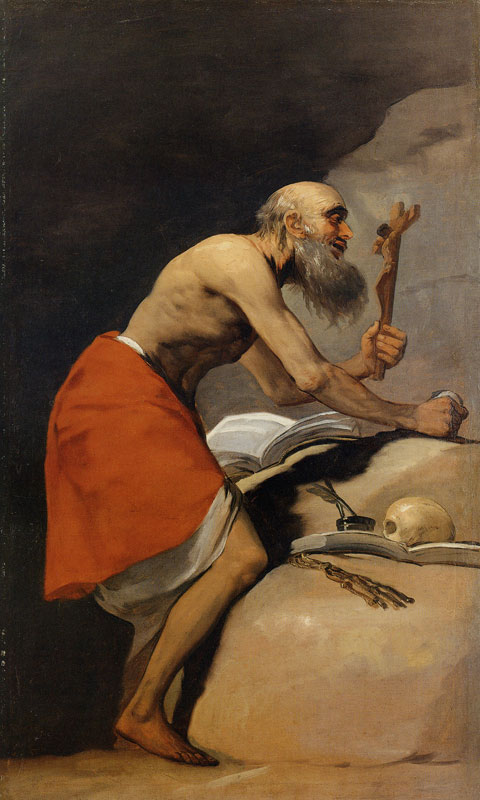
Francisco Goya, St. Jerome in Penitence, 1798
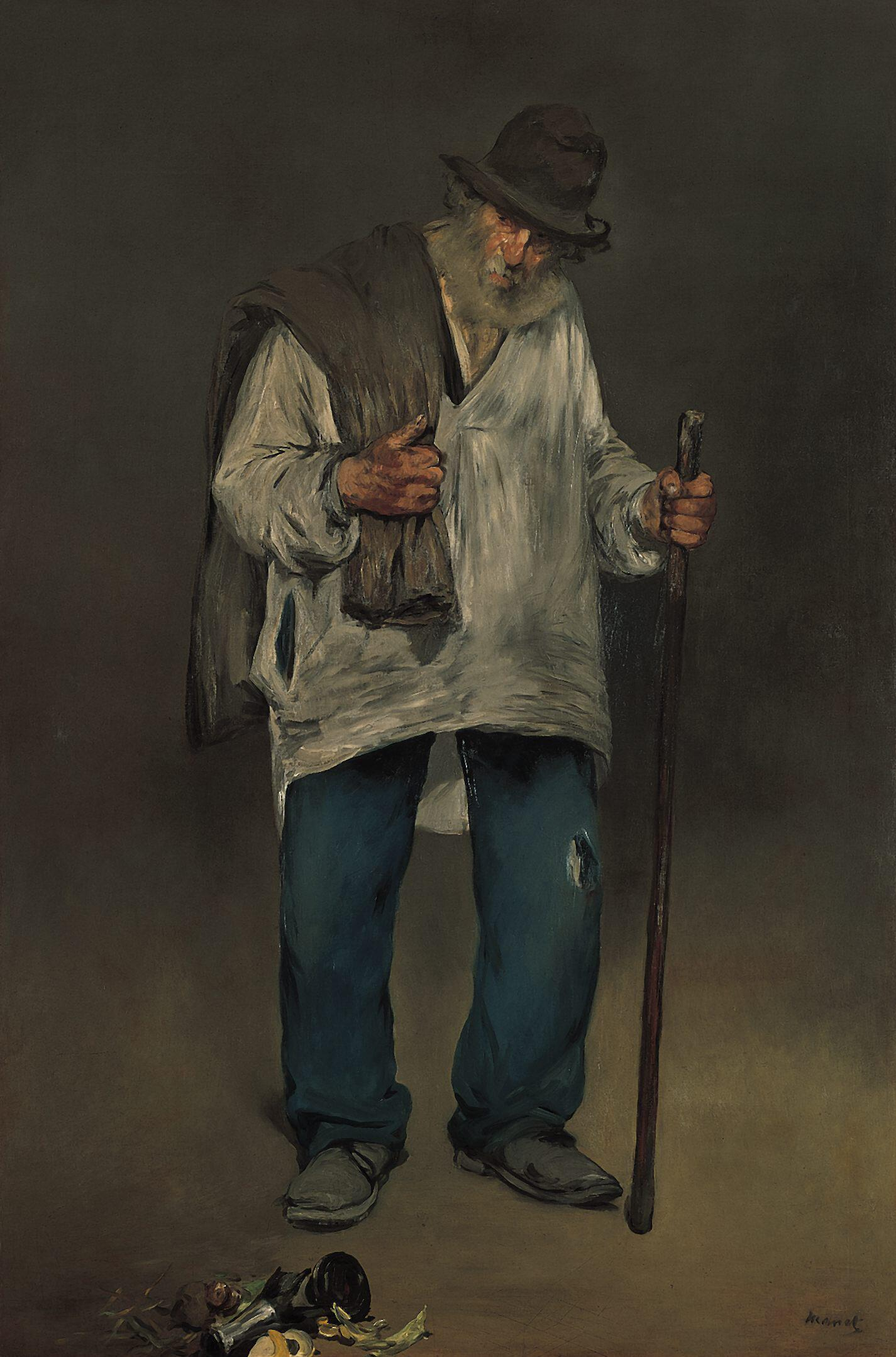
Édouard Manet, The Ragpicker, 1869
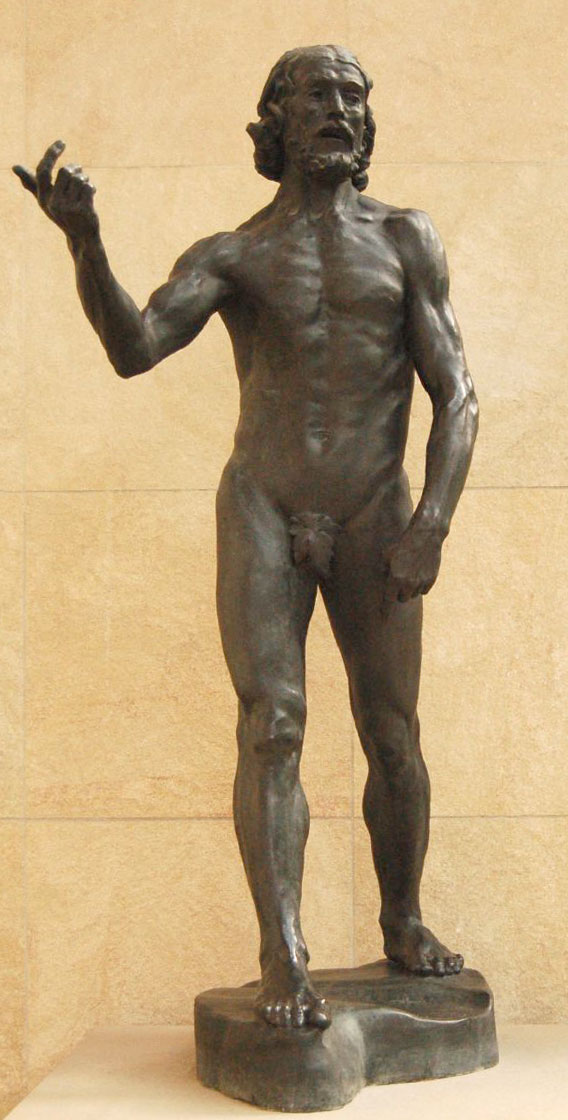
Auguste Rodin, St. John the Baptist Preaching, 1878
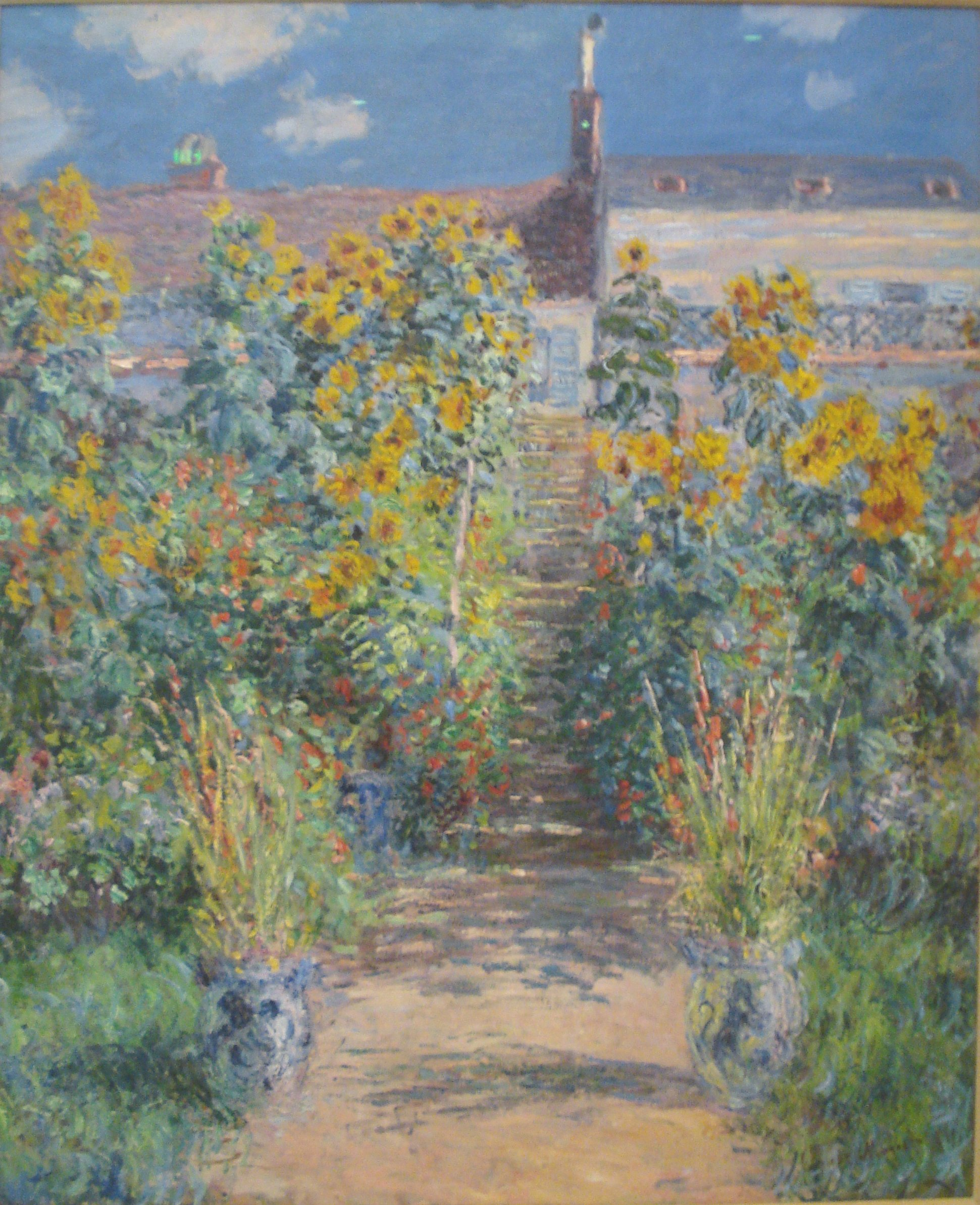
Claude Monet, The Artist's Garden at Vétheuil 1881
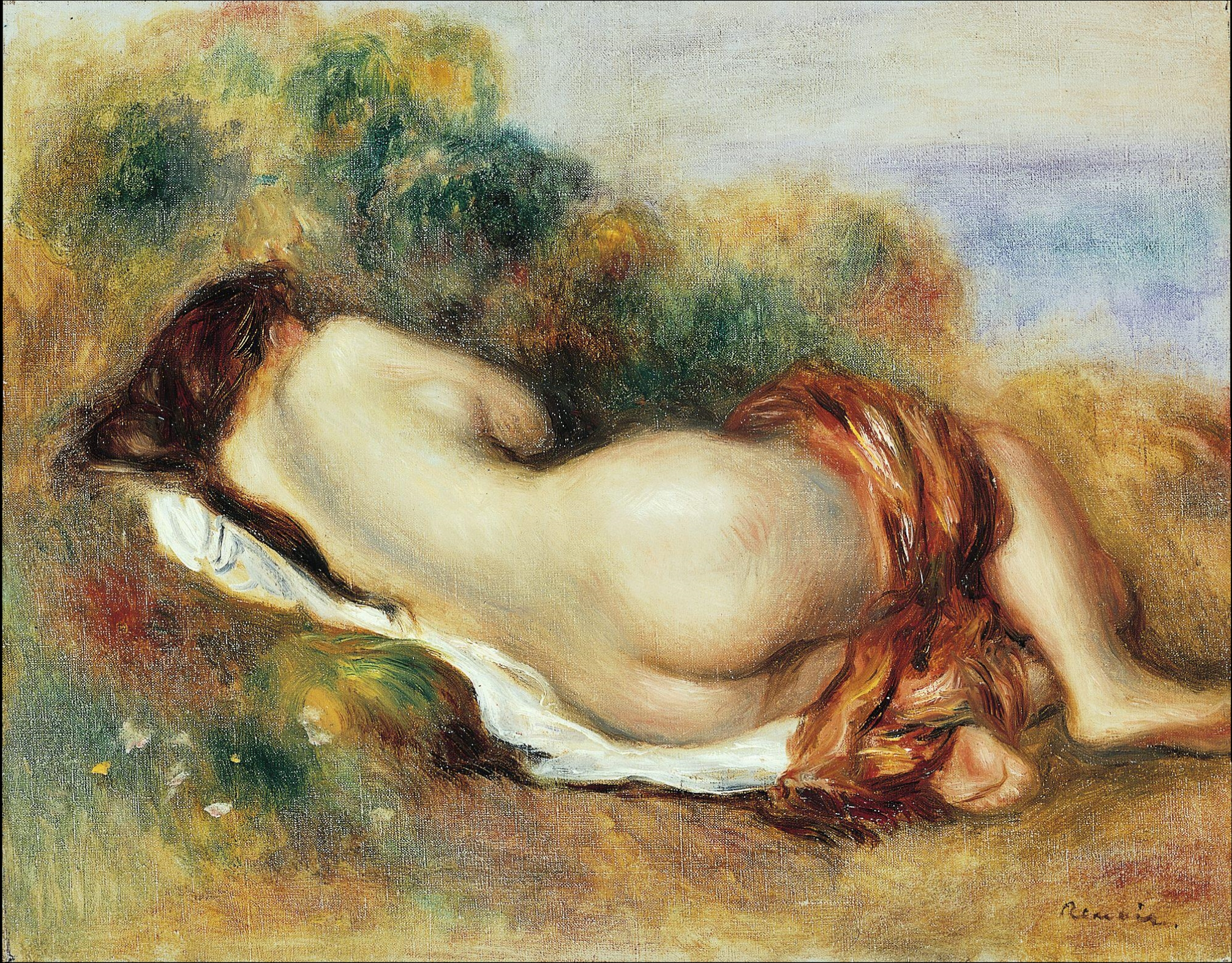
Pierre-Auguste Renoir, Reclining Nude, 1882
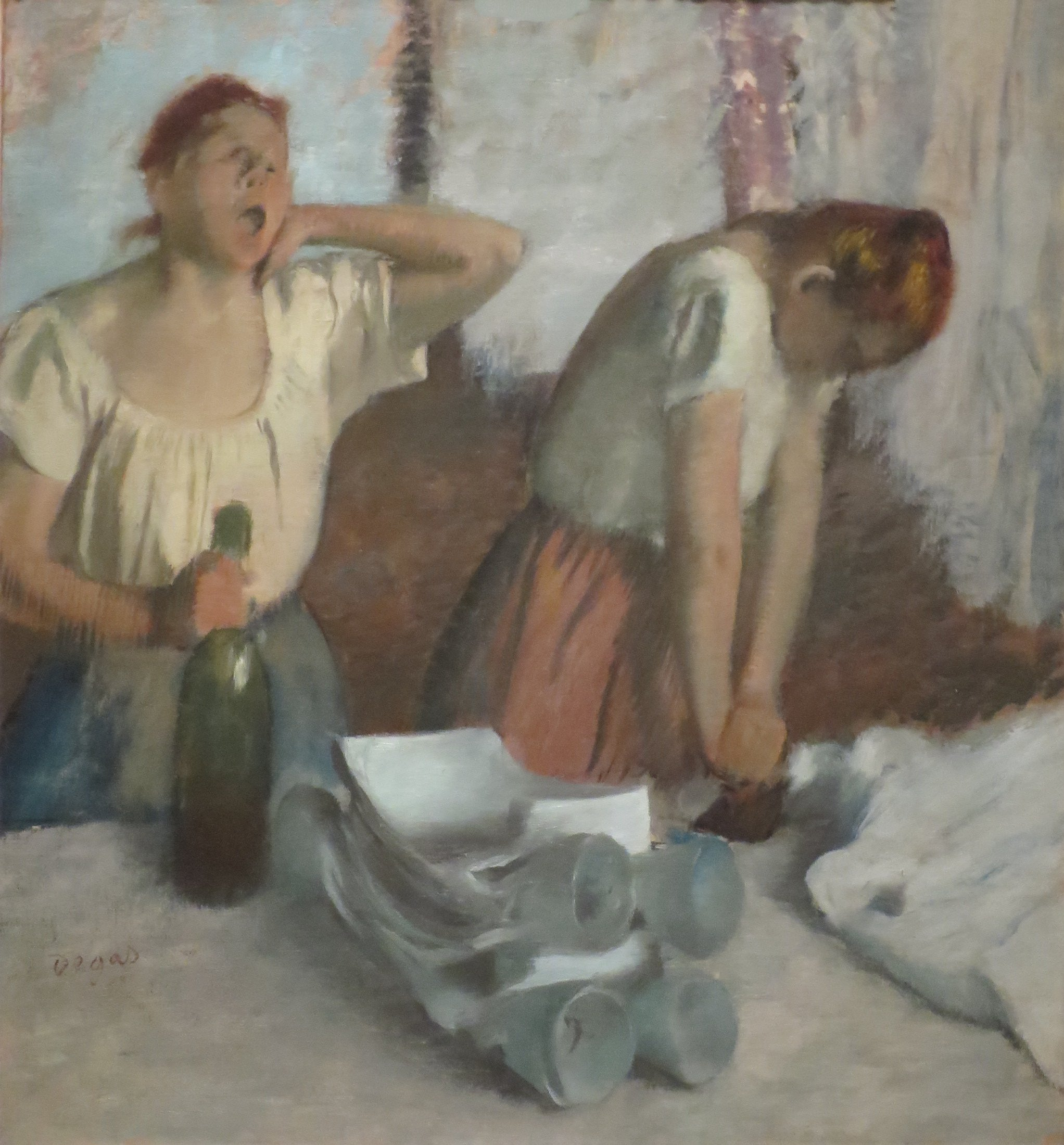
Edgar Degas, Women Ironing, 1884
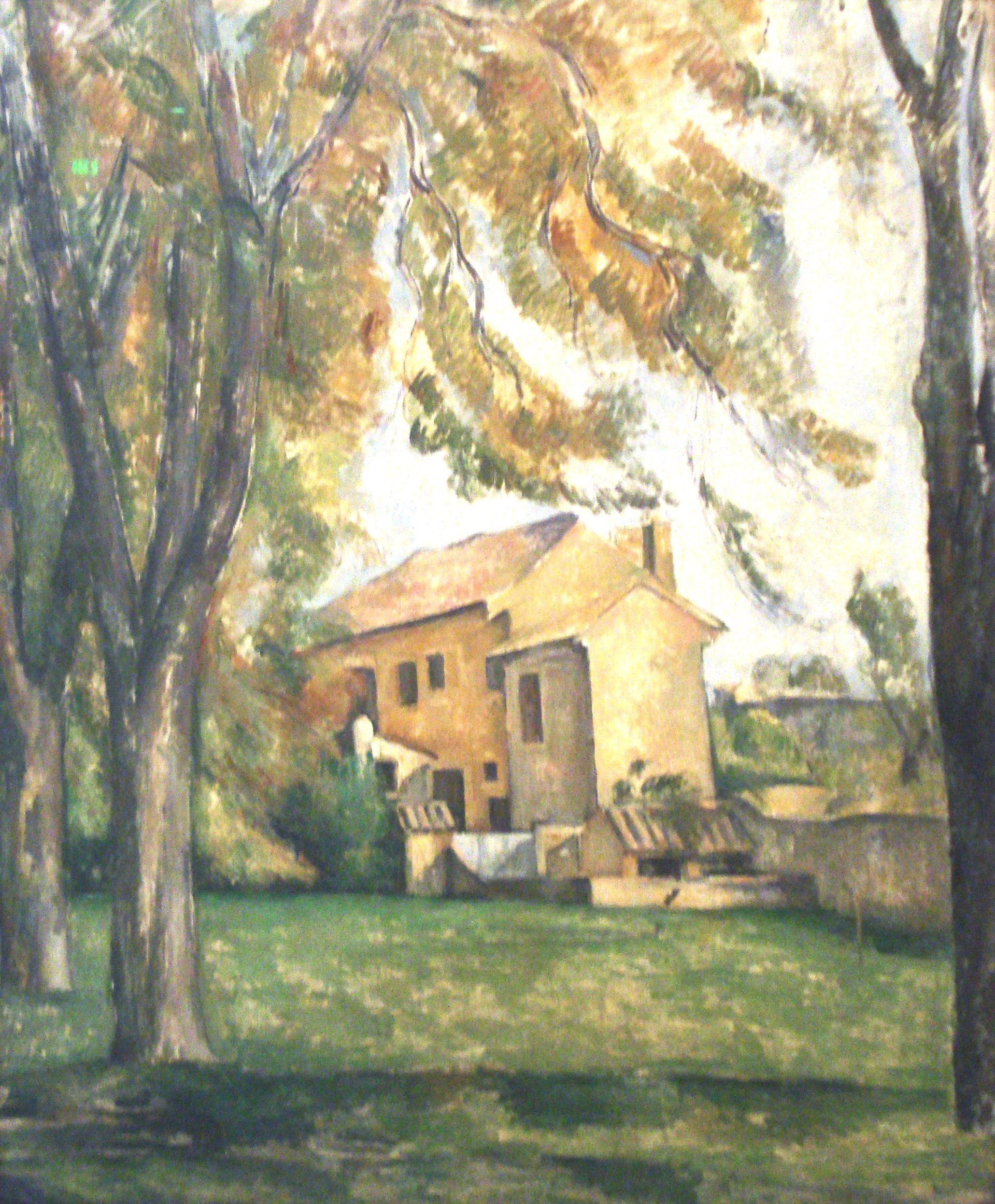
Paul Cézanne, Farmhouse and Chestnut Trees at Jas de Bouffan, 1885-1887
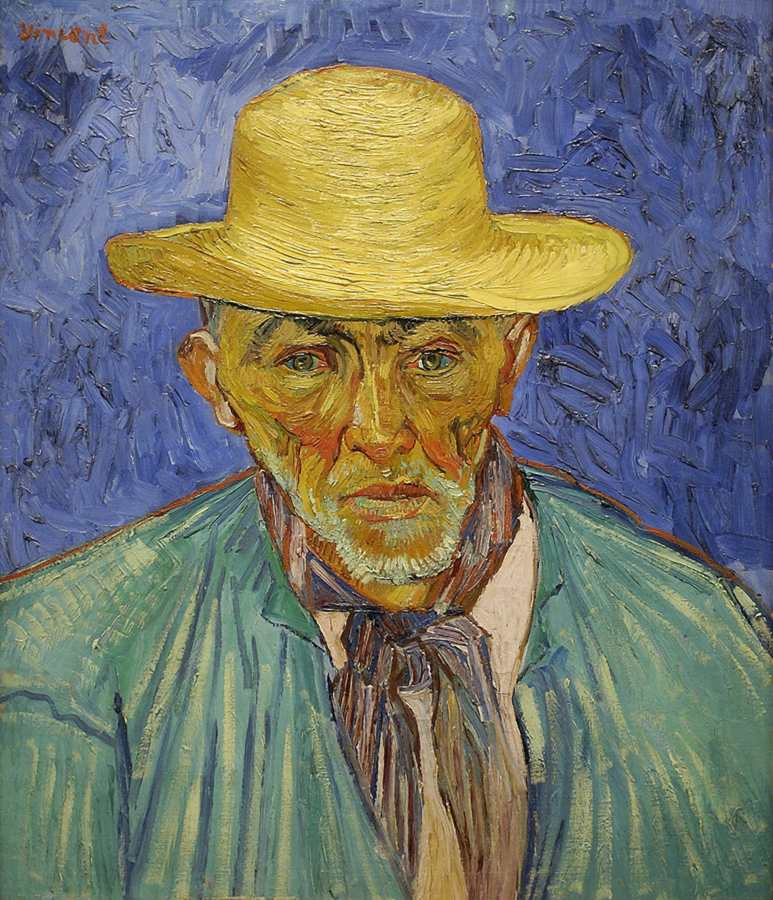
Vincent van Gogh, Vieux Paysan: Patience Escalier, 1888
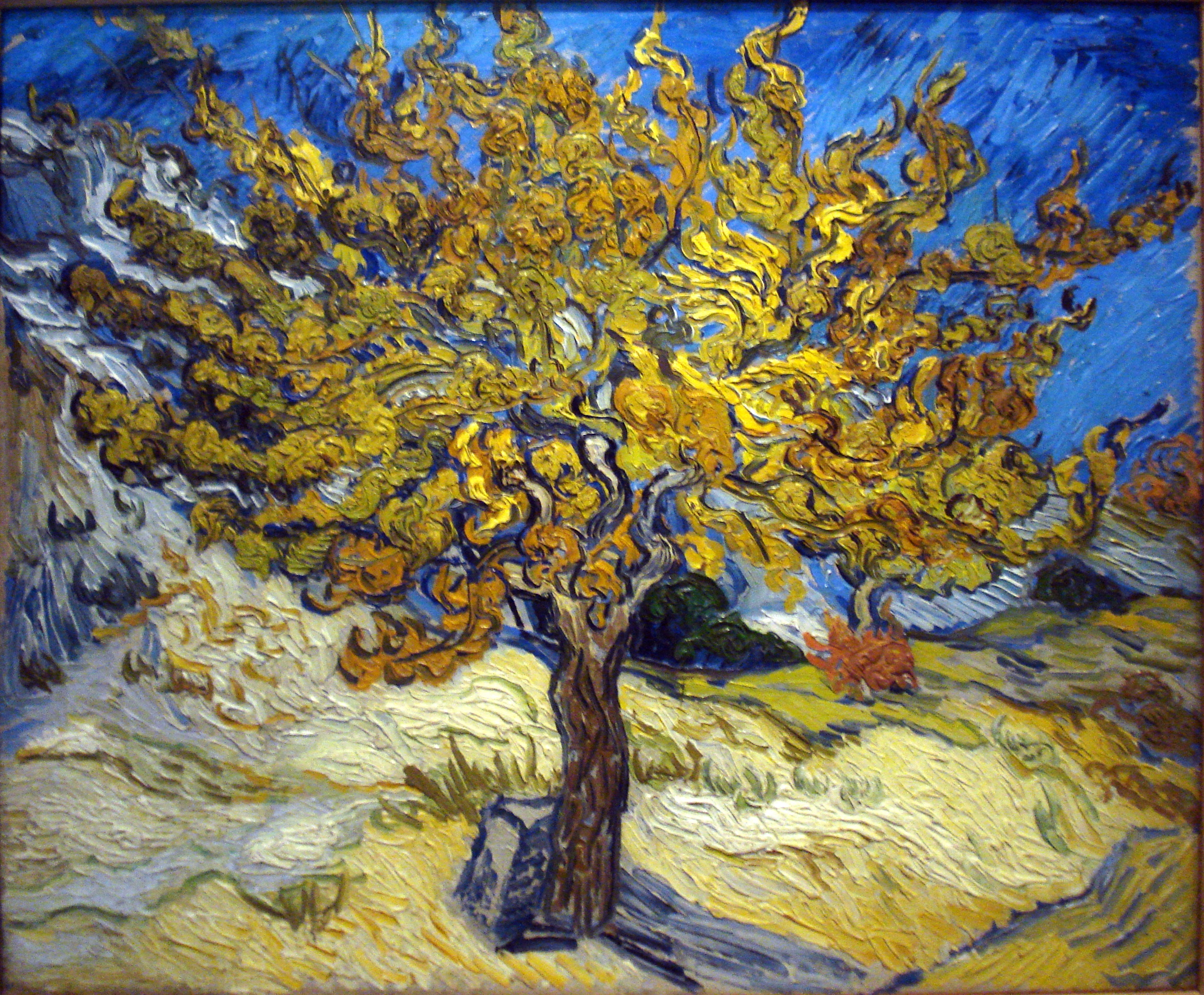
Vincent van Gogh, Mulberry Tree, 1889

## Asijské umění

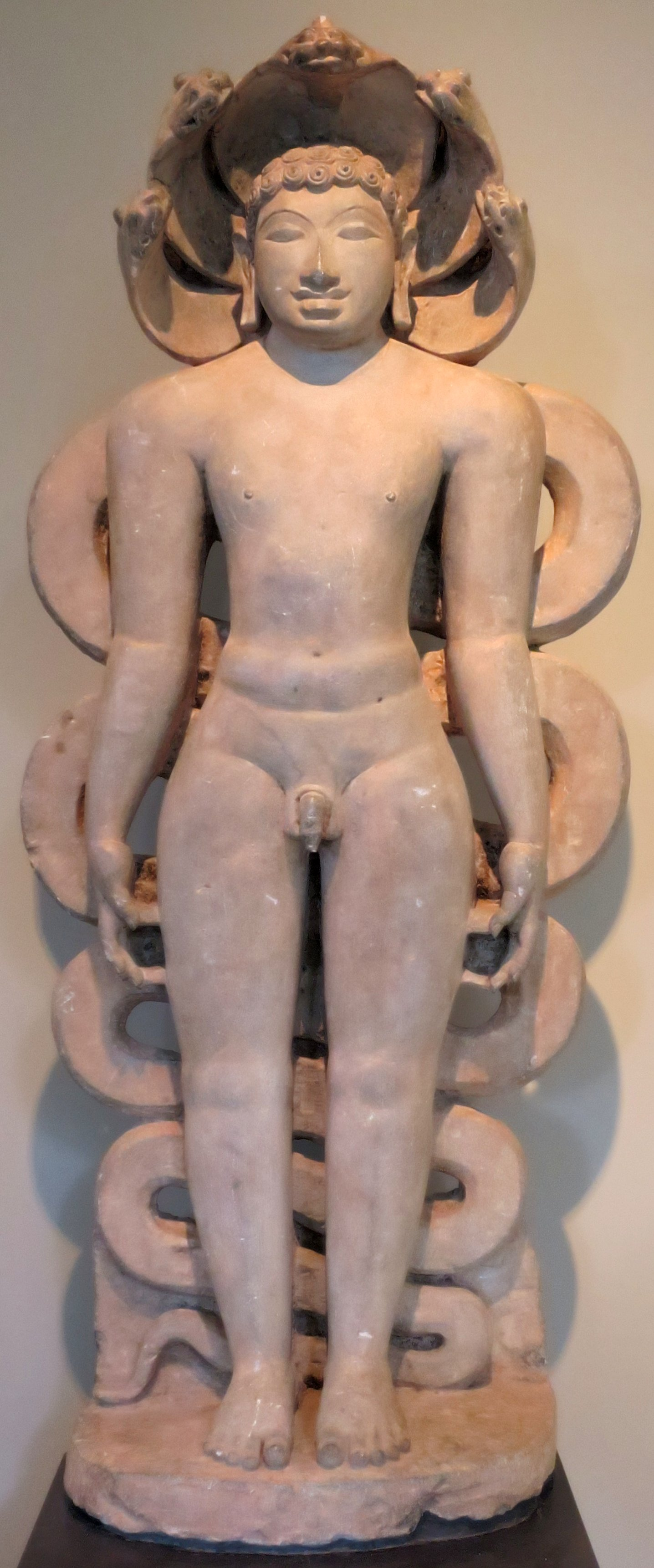
Jina Suparsvanatha, Karnataka, India, asi 900
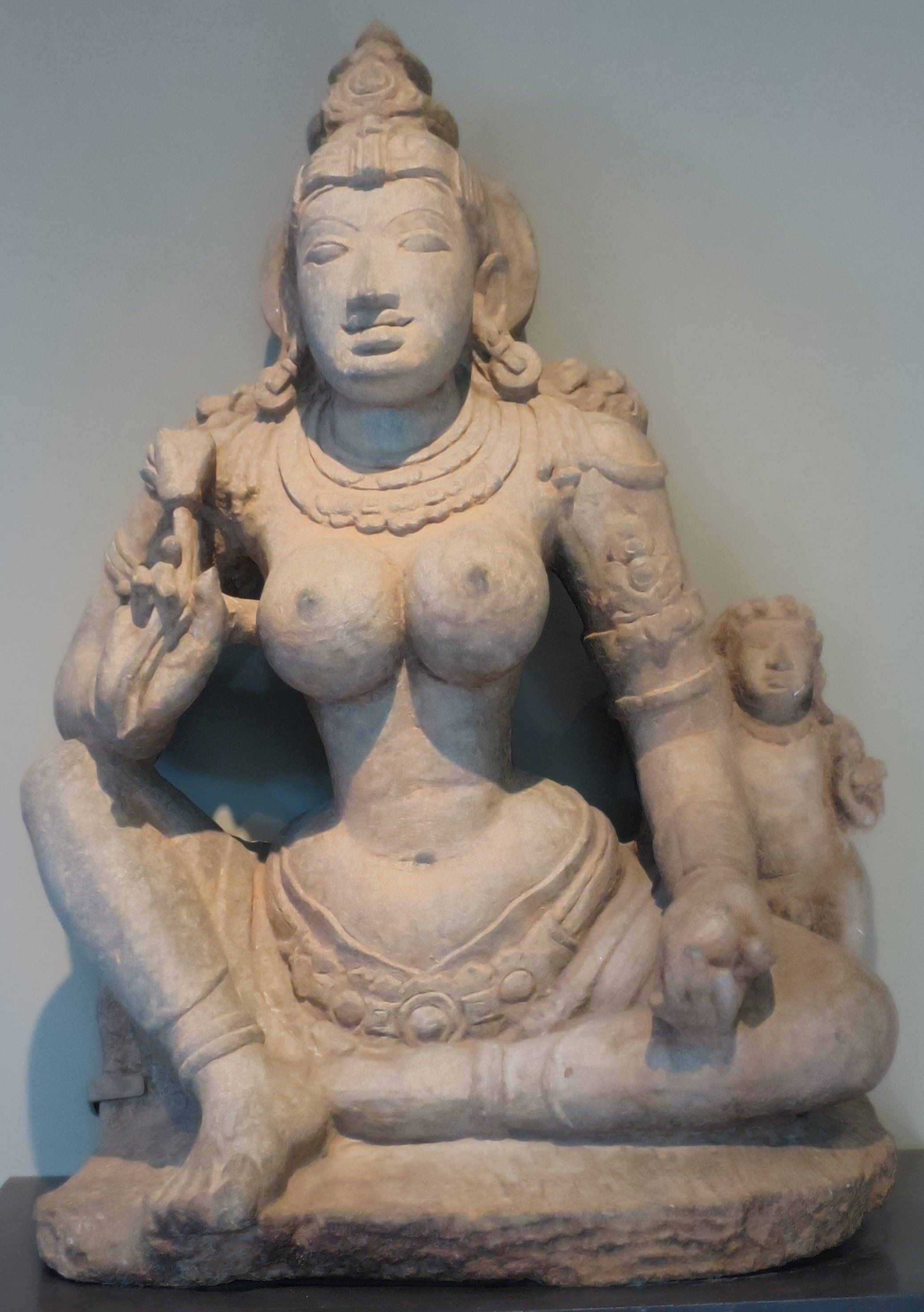
Digambara Yakshi Kushmandini, Karnataka, Indie, asi 900
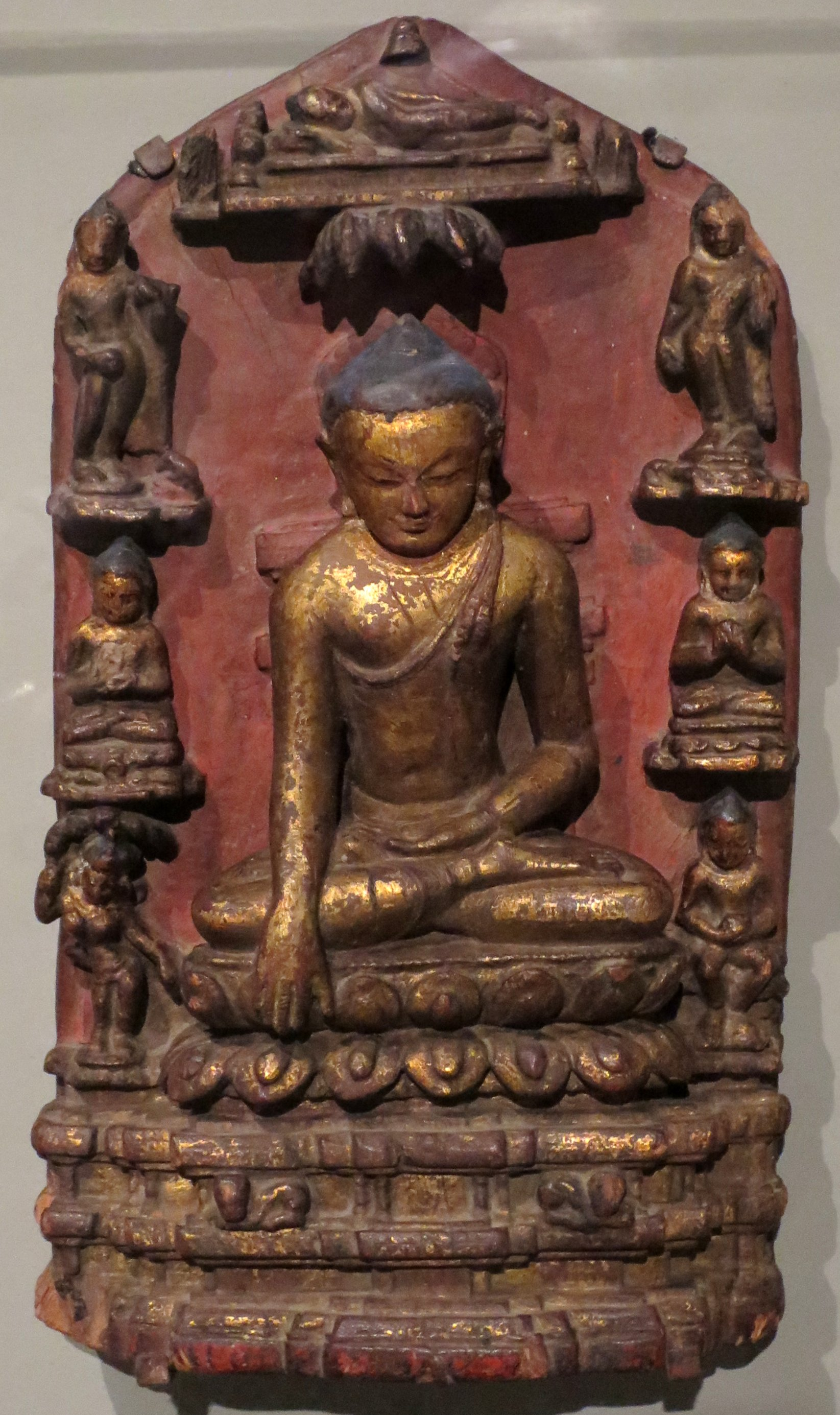
8 Miraculous Events of the Buddha's Life, Myanmar, 13. století
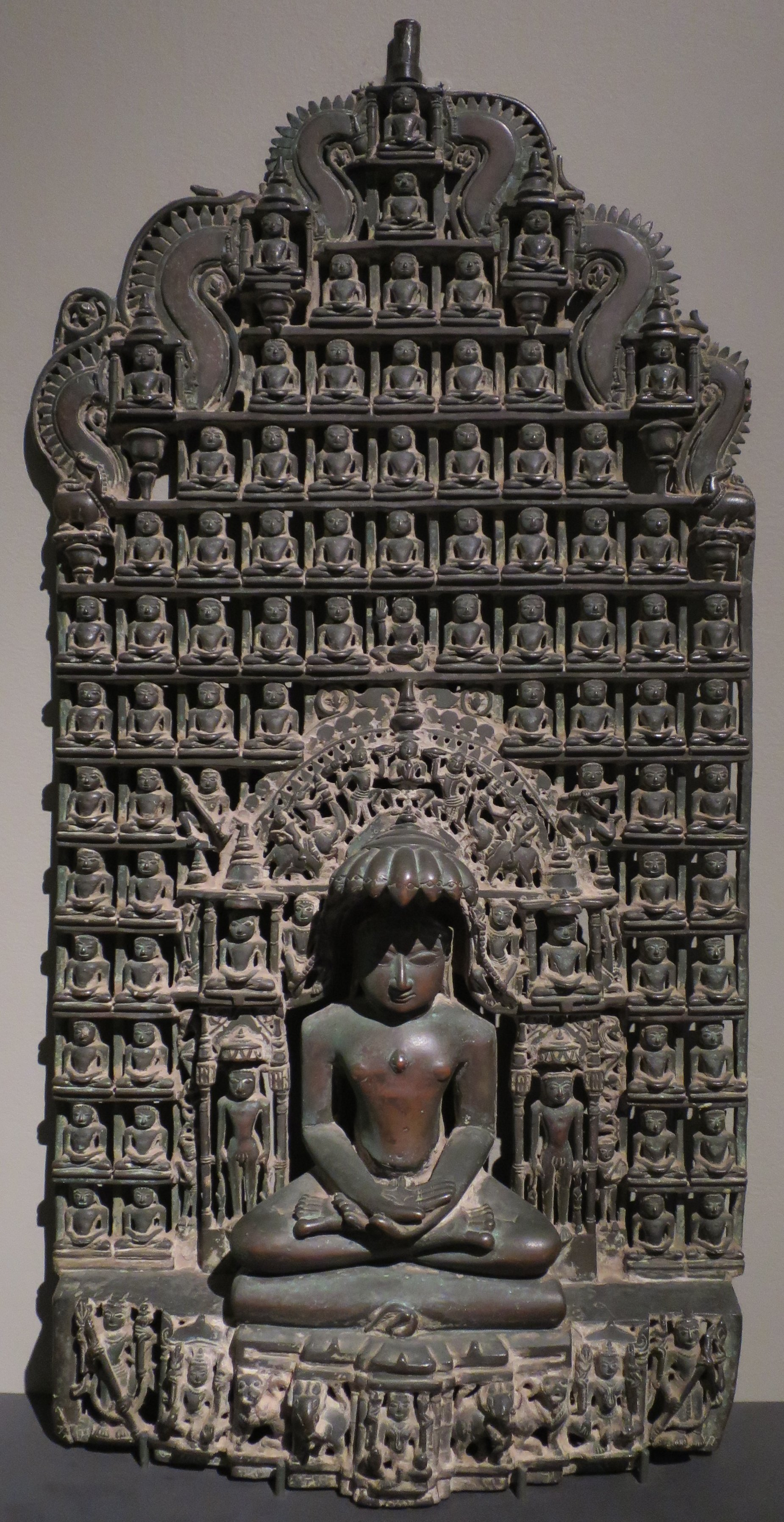
Jain chaubisi
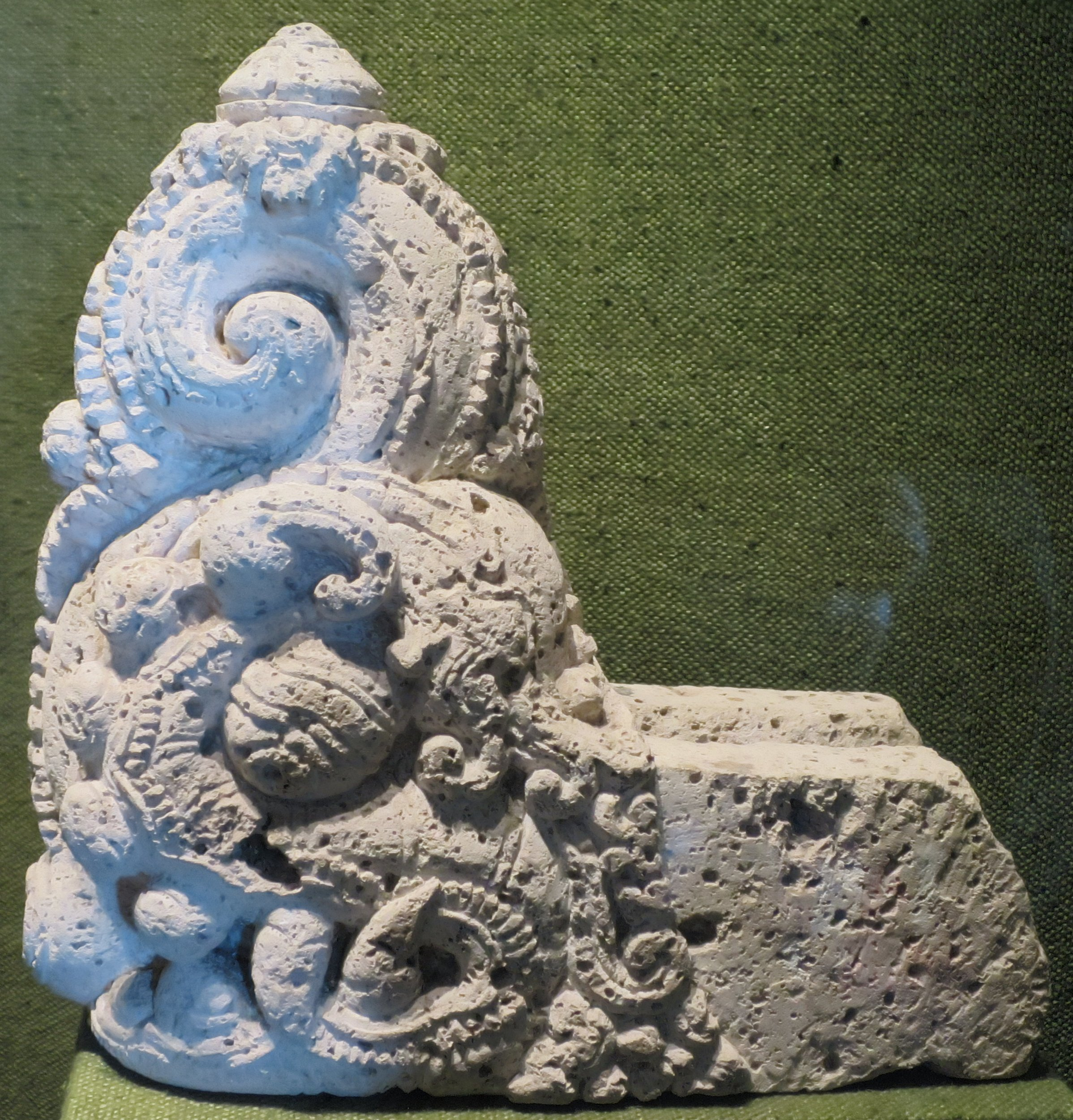
Water spout, central Java, 15. století
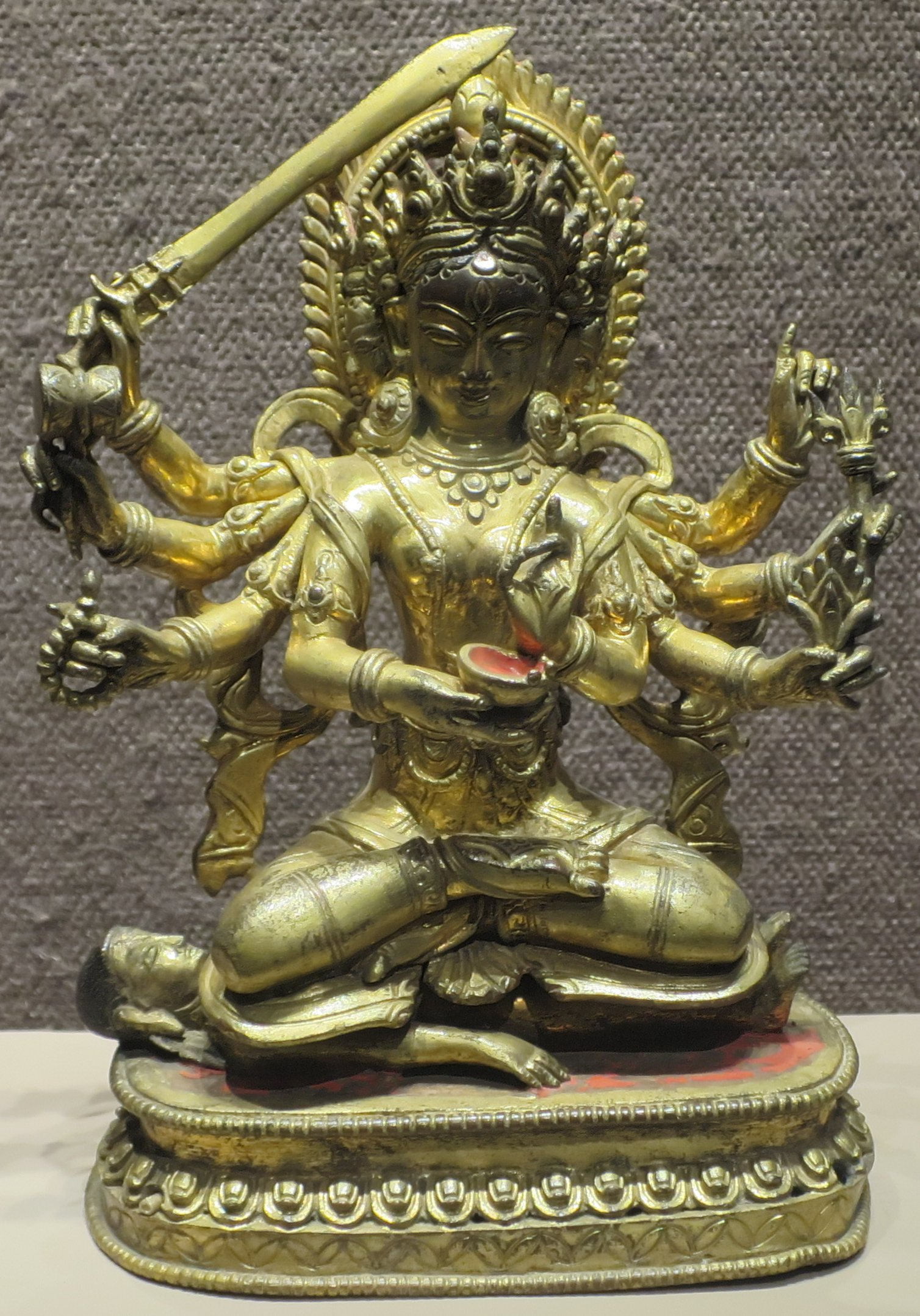
'Hindu Goddess' z Nepálu, asi 1700, gilt bronze